# Eutropi de València
Eutropi de València (València, s. VI - ca. 609) fou un abat, bisbe de València cap a les acaballes del segle vi. És venerat com a sant per l'Església catòlica.

## Biografia
Havia estat deixeble de Sant Donat i arribà a ser abat del monestir servità, cenobi fundat per aquell sant prop de Xàtiva. El 589 va organitzar, juntament amb Sant Leandre, el Tercer Concili de Toledo, en què Recared I va abjurar definitivament de l'arrianisme i adoptà l'ortodoxia catòlica.
Després d'aquest concili va ser nomenat bisbe de València. No es coneix la data de la seua mort però se sap que el 610 ja era bisbe el seu successor Marí.
Va ser autor de, almenys, un parell d'escrits:
- De districtione monacum, una epístola adeçada a uns monjos en què es defensa de les acusacions de ser massa rigorós, i
- De octo vitiis, una altra epístola, adreçada a Pere, bisbe d'Ercavica.

La seva festivitat litúrgica se celebra el 8 de juny.